# Grand Prix Formule 1 van San Marino 2004
De Grand Prix Formule 1 van San Marino 2004 werd gehouden op 25 april 2004 op Imola in Imola.

## Uitslag
| Positie | Nummer | Rijder               | Team               | Ronden | Tijd/Opgave | Startplaats | Punten |
| ------- | ------ | -------------------- | ------------------ | ------ | ----------- | ----------- | ------ |
| 1       | 1      | Michael Schumacher   | Scuderia Ferrari   | 62     | 1:26:19.670 | 2           | 10     |
| 2       | 9      | Jenson Button        | BAR-Honda          | 62     | +9.702      | 1           | 8      |
| 3       | 3      | Juan Pablo Montoya   | Williams-BMW       | 62     | +21.617     | 3           | 6      |
| 4       | 8      | Fernando Alonso      | Renault            | 62     | +23.654     | 6           | 5      |
| 5       | 7      | Jarno Trulli         | Renault            | 62     | +36.216     | 9           | 4      |
| 6       | 2      | Rubens Barrichello   | Scuderia Ferrari   | 62     | +36.683     | 4           | 3      |
| 7       | 4      | Ralf Schumacher      | Williams-BMW       | 62     | +55.730     | 5           | 2      |
| 8       | 6      | Kimi Räikkönen       | McLaren - Mercedes | 61     | +1 ronde    | 20          | 1      |
| 9       | 11     | Giancarlo Fisichella | Sauber - Petronas  | 61     | +1 ronde    | 18          |        |
| 10      | 12     | Felipe Massa         | Sauber - Petronas  | 61     | +1 ronde    | 12          |        |
| 11      | 17     | Olivier Panis        | Toyota             | 61     | +1 ronde    | 13          |        |
| 12      | 5      | David Coulthard      | McLaren - Mercedes | 61     | +1 ronde    | 11          |        |
| 13      | 14     | Mark Webber          | Jaguar Racing      | 61     | +1 ronde    | 8           |        |
| 14      | 15     | Christian Klien      | Jaguar Racing      | 60     | +2 rondes   | 14          |        |
| 15      | 21     | Zsolt Baumgartner    | Minardi - Cosworth | 58     | +4 rondes   | 19          |        |
| 16      | 10     | Takuma Sato          | BAR-Honda          | 56     | Motor       | 7           |        |
| Ret     | 18     | Nick Heidfeld        | Jordan-Ford        | 48     | Aandrijfas  | 16          |        |
| Ret     | 16     | Cristiano da Matta   | Toyota             | 32     | Ongeluk     | 10          |        |
| Ret     | 20     | Gianmaria Bruni      | Minardi - Cosworth | 22     | Remmen      | 17          |        |
| Ret     | 19     | Giorgio Pantano      | Jordan-Ford        | 6      | Hydrauliek  | 15          |        |

## Wetenswaardigheden
- Eerste pole position: BAR-Honda.
- Eerste punt van het seizoen: Kimi Raikkonen
- Rondeleiders: Jenson Button 8 (1-8), Michael Schumacher 54 (9-62).
- Cristiano da Matta kreeg een drive-through penalty wegens het negeren van de blauwe vlaggen.

## Statistieken
| Snelste ronde | Michael Schumacher | Scuderia Ferrari | 1:20.411 |

## Noot
- Dit was de eerste pole position voor Jenson Button.
- Michael Schumacher wist de Grote Prijs van San Marino voor de zesde maal te winnen (eerdere overwinningen in 1994, 1999, 2000, 2002, en 2003), en hiermee breidde hij zijn eigen record uit.

1981 · 1982 · 1983 · 1984 · 1985 · 1986 · 1987 · 1988 · 1989 · 1990 · 1991 · 1992 · 1993 · 1994 · 1995 · 1996 · 1997 · 1998 · 1999 · 2000 · 2001 · 2002 · 2003 · 2004 · 2005 · 2006